# Юнус, Миргазиян
Миргазия́н Юну́с  (Миргазия́н Заки́рович Юну́сов, тат. Миргазиян Юныс, Миргазиҗан Мөхәммәтзакир улы Юнысов; Mirğazican Yunıs, Mirğazican Mөxәmmәtzәkir uğlı Yunısov; 25 мая 1927, д. Исергапово, Бавлинский район, Татарская АССР — 2 июня 2014) — татарский писатель, публицист.

## Биография
В 1944 г. призывается в армию, учится в военной авиационной школе. Позже, закончив в 1950 г. Харьковское военно-авиационное училище, служит в ВВС. В 1955 г., после увольнения с воинской службы по состоянию здоровья, поступает на заочное отделение филологического факультета Московского университета (окончил в 1961 г.) В то же время начинает работать в Черноморском пароходстве, ходит в заграничные рейсы на торговом корабле в должности помощника капитана. В 1968—1977 гг. М. Юнусов работает научным сотрудником в научно-исследовательском институте морского транспорта (СоюзморНИИ-проект), в Министерстве морского флота СССР, затем заведующим отделом в журнале «Наука и религия». В 1977 г. снова возвращается в море, работает в Азовском морском пароходстве. С 1987 г. на пенсии. С 1988 г. профессиональный писатель. В начале 90-х вернулся из Москвы на родину, жил и работал в г. Альметьевске.
Первый рассказ «Дом наш был под ивами» (тат. «Безнең өй өянке астында иде…») опубликован в 1964 г. в журнале «Казан утлары». Рассказы и очерки печатались в журналах «Казан утлары», «Ялкын», «Азат хатын». Член Союза писателей с 1973 г. Писателя по праву называют первым маринистом в татарской литературе. В романах, повестях и рассказах М. Юнусова морская тема тесно переплетается с нравственными проблемами, с раздумьями о родной земле, о прошлом, настоящем и будущем родного народа.

## Произведения
- «Железный слон», сборник рассказов (тат. «Тимер фил», 1968)
- «Занзибар за голубыми облаками» (тат. «Занзибар зәңгәр болытлар артында», 1970)
- повести «Солёный ветер» (тат. «Тозлы җил»), «На заре через Босфор» (тат. «Таңда Босфор аша»)
- трилогия «Наука странствий» (тат. «Дөнья гизү», 1987)
- «Огонь горит только на свечах», (тат. «Шәмдәлләрдә генә утлар яна», 1983)
- «Судьба альбатроса: Национальная публицистика» (тат. «Альбатрос язмышы: Милли публицистика») и многие другие
- Әсәрләр алты томда. Казан. «Рухият» нәшрияты. Томнарның төзүчесе, мөхәррире һәм кереш сүз авторы Равил Рахмани:
- 1 том. Хикәя, новелла, повестьлар (1961—1986). 2003
- 2 том. Дөнья гизү (трилогия). 2003
- 3 том. Юлда уйланулар (Ирекле жанр). 2005
- 4 том. Роман, повесть, публицистика (1982—2005). 2006
- 5 том. Повестьлар, публицистика (1982—2005). 2007
- Кыпчак кызы. Проза, публицистика. Татарстан китап нәшрияты. Казан. 2018

## Награды
- Государственная премия Республики Татарстан имени Габдуллы Тукая (2004)